# Gråhalsad tyrann
Gråhalsad tyrann (Myiozetetes luteiventris) är en fågel i familjen tyranner inom ordningen tättingar.

## Utseende och läte
Gråhalsad tyrann är en rätt enfärgad medlem av familjen, med suddigt grått och gult bröst, grått huvud och knubbig näbb. Dess ljusa ögon kan vara svåra att se. Den liknar svaveltyrannen, men är mindre och har kortare näbb. Arten är mycket ljudlig med vassa och jamande läten. 

## Utbredning och systematik
Gråhalsad tyrann delas in i två underarter:
- Myiozetetes luteiventris luteiventris – förekommer från sydöstra Colombia till sydöstra Venezuela, norra Bolivia och västra Amazonområdet i Brasilien
- Myiozetetes luteiventris septentrionalis – förekommer i Surinam (Marowijne-området) och angränsande Brasilien (Amapá)

## Levnadssätt
Gråhalsad tyrann hittas i låglänta skogar. Där ses den i trädtaket, i par eller smågrupper som ibland slår följe med kringvandrande artblandade flockar. Födan består av insekter och frukt. 

## Status
Arten har ett stort utbredningsområde och beståndet anses stabilt. Internationella naturvårdsunionen IUCN listar den därför som livskraftig (LC).